# Rechtenbach (Main)
Der Rechtenbach oder Kaibach ist ein gut acht Kilometer langer Bach im bayerischen Spessart, der in Lohr am Main im unterfränkischen Landkreis Main-Spessart von rechts und Westen in den Main mündet.

## Name
Der Name setzt sich aus dem adjektivischen Bestimmungswort rëht für rechts und dem substantivischem, mhd. Grundwort bach für Bach zusammen. Rechtenbach bedeutet also rechter Mainzufluss. Der Bach gab der gleichnamigen Gemeinde ihren Namen.

## Geographie

### Verlauf
Der Rechtenbach entspringt in Rechtenbach auf einer Höhe von 346 m ü. NHN in einer gefassten Brunnenstube. Dort wird ihm unterirdisch der nur an niederschlagsreichen Tagen fließende Bischbornbach zugeführt.
Der Rechtenbach durchfließt den Ort und verläuft dann zum längeren Teil in einem großen Südbogen in einem Kerbtal nach Lohr am Main, wobei ihn links die Bundesstraße 26 begleitet. In Lohr fließt der Rechtenbach wieder ostwärts und teilt sich kurz vor der Westtangente in Kaibach und Stadtbach auf. Letzterer wird durch die Altstadt geleitet. Beide Bäche vereinigen sich an der Gärtnerstraße wieder.
Der Kaibach mündet schließlich am Sportboothafen auf einer Höhe von 147 m ü. NHN von rechts in den aus dem Nordosten heranziehenden Main.
Der etwa 8,2 km lange Lauf des Rechtenbachs endet ungefähr 199 Höhenmeter unterhalb seiner Quelle, er hat somit ein mittleres Sohlgefälle von circa 24 ‰.

### Einzugsgebiet
Das 25,25 km²  große Einzugsgebiet des Rechtenbachs liegt im Spessart und wird durch ihn über den Main und den Rhein zur Nordsee entwässert.
Es grenzt
- im Nordosten an das Einzugsgebiet der Lohr, die in den  Main mündet
- im Südosten an das des Sandgrabens, der ebenfalls in den Main mündet
- im Süden an das des Mainzuflusses Neuhöllbrunnbach
- im Südwesten an das der Hafenlohr, auch ein Zufluss des Mains
- im Nordwesten an das des Äußeren Baches, der über den Lohrbach in den Aubach entwässert
- und in Norden an das des Aubach selbst, der in die Lohr mündet

Die höchste Erhebung ist die Klosterkuppel mit 553 m ü. NHN im Süden des Einzugsgebiets.
Das Einzugsgebiet ist zum größten Teil bewaldet und im Mündungsbereich liegt die Stadt Lohr. Weitere Siedlungen sind das im Quellbereich liegende Dorf Rechtenbach und am Bischbornbach die zur Gemeinde Neuhütten gehörende Exklave Bischbornerhof.

### Zuflüsse
Nach dem Bayernviewer, Längen abgemessen, Höhen nach Höhenlinienbild abgeschätzt.
- Bischbornbach, mehr als 3 km. Entspringt am Bischborner Hof in der Neuhüttener Gemeindeexklave in der Nähe eines kleinen Teichs auf etwa 452 m ü. NHN. Längster Oberlauf des Rechtenbachs in seiner nachmaligen Tallinie.
- Küchengraben, von links etwa 0,3 km nach der Mühle am Ortsende von Rechtenbach auf etwa 297 m ü. NHN, 2,0 km. Entspringt am westlichen Rothenberg auf etwa 440 m ü. NHN.
- Hemmgraben, von rechts etwa 0,7 km nach dem Ortsende auf etwa 287 m ü. NHN, 1,1 km. Entspringt südlich des Hemmbergs dem Unteren Molkebrunnen  auf etwa 347 m ü. NHN.
- Talloses Hanggerinne aus dem Oberen Molkebrunnen (Philipp-Wiesmann-Quelle), von links auf etwa 273 m ü. NHN, 0,7 km. Entsteht im Waldgewann Wombacher Buch auf etwa 440 m ü. NHN.
- Dunkelgraben, von rechts am Wasserwerk am Südbogen des Rechtenbachs auf etwa 251 m ü. NHN, 1,1 km. Entspringt im Rodenbacher Buch dem Nützenbrunnen auf etwa 415 m ü. NHN.

## Mühlen
Am Rechtenbach gibt es einige alte Mühlen. Die oberste Hartmanns-Mühle steht noch am Ortsausgang von Rechtenbach. Erst am Unterlauf ab dem Südbogen des Baches folgen bald aufeinander die Obere Walkmühle, eine Papiermühle, die Untere Walkmühle, die Untere und die Obere Papiermühle  sowie die Lohmühle, die letzteren drei schon im geschlossenen Siedlungsbereich von Lohr.